# Cheilosia toniuci
Cheilosia toniuci är en tvåvingeart som beskrevs av Bradescu 1977. Cheilosia toniuci ingår i släktet örtblomflugor, och familjen blomflugor.
Artens utbredningsområde är Rumänien. Inga underarter finns listade i Catalogue of Life.